# 卞氏獸屬
卞氏獸屬（屬名：Bienotherium）是已滅絕合弓綱的一屬，屬於獸孔目犬齒獸亞目的三稜齒獸科，化石發現於中國雲南省的祿豐組。卞氏獸的體型大而粗壯，是祿豐組所發現的最大型三稜齒獸科。同樣在祿豐組發現的祿豐獸，是卞氏獸的近親。與其他三稜齒獸科相比，卞氏獸的上頜突出、有長齒縫、顴骨薄。
卞氏獸有4顆門齒，沒有犬齒，有多顆臼齒，卞氏獸被推測是草食性動物，可以咬斷、咀嚼堅硬植物。

## 外部連結
- Chinese Fossil Vertebrates, p. 133